# Tommy heavenly6 (アルバム)
『Tommy heavenly6』（トミー ヘヴンリー）とは2005年8月24日に発売した、the brilliant greenのボーカル、川瀬智子のソロプロジェクト「Tommy heavenly6」のファーストアルバムである。発売元はソニー・ミュージックエンタテインメント。
初回限定盤と通常版に分かれ、初回限定盤はテーマカラーである黒色の特殊デジパック仕様＋PV映像等が収録したDVD付き。
収録曲はシングル3曲とC/W曲2曲、書き下ろし曲6曲の計11曲で構成。

## 概要
今作は、the brilliant greenのボーカル、川瀬智子が展開する「Tommy february6」のダークサイドキャラクター「Tommy heavenly6」のファースト・フルアルバムである。今作の構想はTommy february6でリリースしたシングル「je t'aime★je t'aime」の製作時から考えられており、「♥KISS♥ ONE MORE TIME」のリリース以降に発売したシングルは切ない曲調が続き、デビューシングル「EVERYDAY AT THE BUS STOP」の様な明るいポップな曲調をリリースしたいと構想を練っていた。
川瀬自身もTommy february6とは違うもう一つのプロジェクトをしたいと考えていたので「Tommy february6」のダークサイド「Tommy heavenly6」プロジェクトをスタートした。
「Tommy heavenly6」のコンセプトは自身もファンであるマリリン・マンソンのゴシックなイメージをヴィジュアルに、曲に関してはスマッシング・パンプキンズの様なグランジやオルタナティブ・ロックな曲調で展開したく、作曲者にはそういった要望を出していた。
そのうえ、アルバム曲の一部とシングルC/W曲の一部に文字が装飾されている。

## 収録曲
1. 2Bfree
川瀬智子が自分自身と自問自答して書き下ろした歌詞。なおタイトルの「2BFree」とは歌詞中の「to be free」と言う英単語をもじったもの。
2. Ready?
3rdシングル
TBS系列のバラエティ番組「王様のブランチ」のエンディングテーマに起用。
3. Wait till I can dream
1stシングル
この曲は同日に発売したTommy february6のシングル「Love is forever」とPV映像含めた連動した作品。
4. fell in love with you
歌詞は失恋した気持ちを綴ったもの。
5. ♥Wanna be your idol♥
6. ＋gothic Pink＋
歌詞の殆んどは英語で、ダークな内容である。PVも製作されており、「Ready?」と同じロケ地で製作された。
後にアレンジされ、4thシングル「I'm Gonna SCREAM+」にmelancholic guitar versionとして収録されている。
7. Swear
1stシングルのカップリング。PVも有り「Wait till i can dream」の続編。
8. Lost my pieces
後にアレンジされ、5thシングル「Pray」に、melancholic guitar versionとして収録されている。
9. GIMME ALL OF YOUR LOVE !!
矢沢あい原作の漫画「NANA」のトリビュートアルバム『LOVE for NANA 〜Only 1 Tribute〜』への楽曲提供、この漫画は川瀬自身も大ファンで本人の要望があり実現。
歌詞は主人公の大崎ナナの視点で恋人である本城蓮への切ない思いを川瀬がイメージして書き下ろした、後にシングル「Ready?」のC/Wとして収録
10. LCDD
タイトルの「LCDD」とは歌詞中の「Like a Candy Day Dream」の頭文字を略したもの。映画「サマータイムマシン・ブルース」の主題歌。
11. Hey my friend
2ndシングル
作家嶽本野ばら原作の映画「下妻物語」の主題歌。なおC/Wの同映画のOPソング「Roller coaster ride→」は収録は見送られた。

トータルプロデュース・作詞
- Tommy heavenly6

作曲・編曲・録音
- Mark and John (M3, 4, 7, 11)
- Lucy Henson (M1, 5, 6, 8)
- Chrls Walker (M2, 10)
- Jeffery Stevens (M9)

## DVD
初回限定盤にのみ付属の特典DVD。
シングル3曲のPVと、各曲のメイキング映像を収録。なお、「Wait till I can dream」はシングル盤付属DVDに続いての再収録となる。
「Swear」（「Wait till I can dream」C/W曲）のPVは未収録。メイキング映像のみ収録されている。
またアルバム収録曲「＋gothic pink＋」のPVは「Ready?」と同じロケ地で撮影されたが、本DVDには収録が見送られたが『Heavy Starry Heavenly』には「+gothic pink+」のPVが収録された。
PV映像
1. Wait till I can dream
2. Hey my friend
3. Ready?

PVメイキング映像
1. Wait till I can dream
2. Swear
3. Hey my friend
4. Ready?